# Caloptilia nomurai
Caloptilia nomurai là một loài bướm đêm thuộc họ Gracillariidae. Nó được tìm thấy ở Brunei, Thái Lan và Việt Nam.